# Kandela
Kandela (značka cd, z latinského candela) je jednotka svítivosti. Je jednou ze sedmi základních jednotek soustavy SI.

## Aktuální definice
1 kandela je svítivost světelného zdroje, který v daném směru vyzařuje monochromatické záření o frekvenci 540 THz a jehož zářivost (zářivá intenzita) v tomto směru činí 1/683 wattů na steradián (přesně).

### Komentář definice

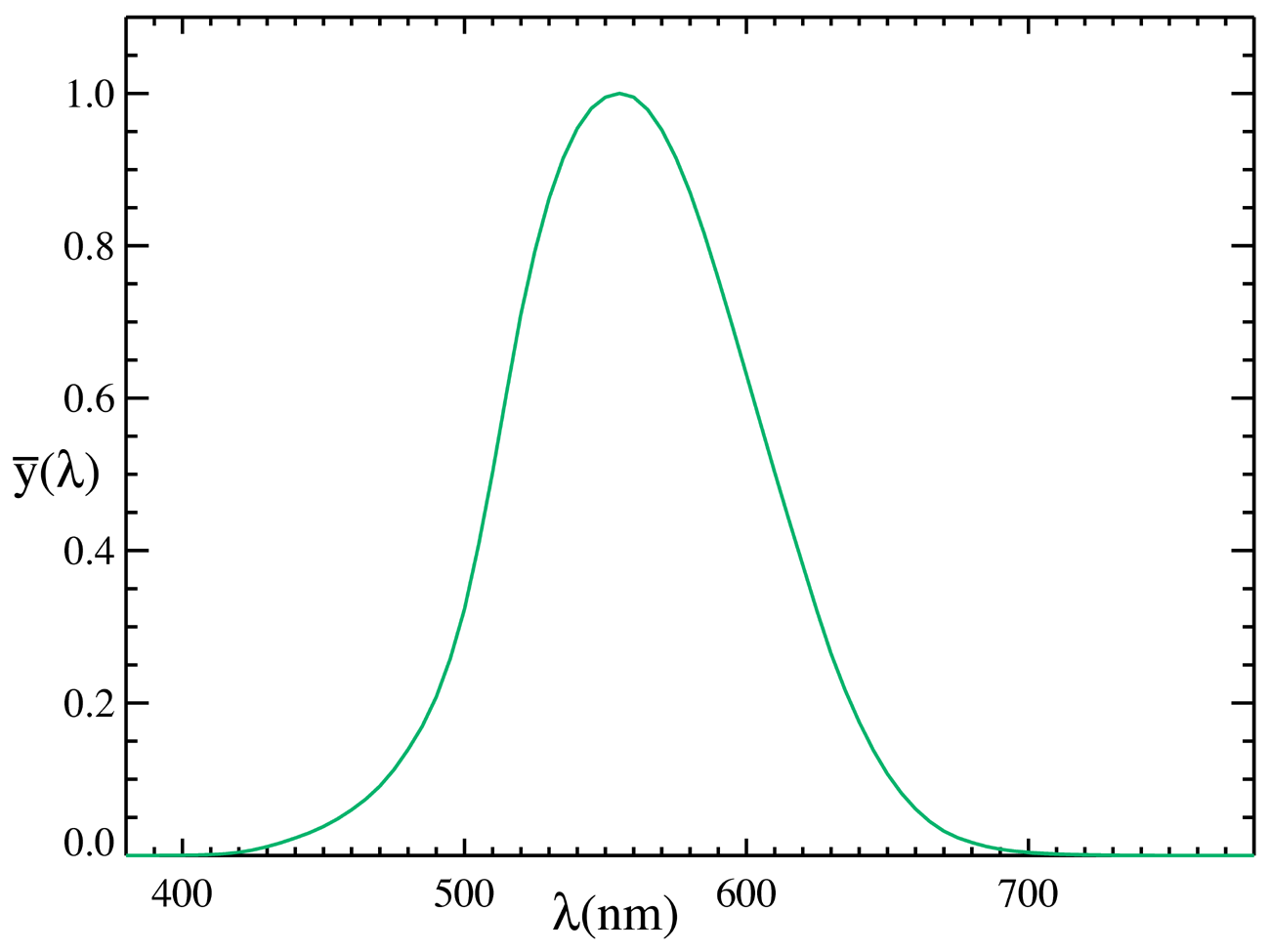
Křivka poměrné světelné účinnosti

Svítivost je jednou z fotometrických veličin, tedy veličin, které respektují odlišnou citlivost lidského oka k různým vlnovým délkám světelného záření. V definici zvolená frekvence 540 THz se nachází přibližně uprostřed oblasti viditelného spektra, blízká světlu zelené barvy při vlnové délce přibližně 555 nm (555,17…). Jedná se o vlnovou délku, pro kterou je lidské oko při denním vidění nejcitlivější. Definice nám tedy říká, že pro toto monochromatické světlo platí přepočet, že 1 cd ~ 1/683 W/sr. Pro jakékoli jiné vlnové délky pak tento koeficient 683 lm/W musíme vynásobit příslušnou hodnotou podle křivky poměrné světelné účinnosti (křivky spektrální citlivosti lidského oka).
Z pohledu fotometrických výpočtů je tedy standardní definice křivky poměrné světelné účinnosti monochromatického záření stejně důležitá jako definiční koeficient 683 lm/W.

## Starší definice
- Nejprve byla tato jednotka definována jako svítivost svíčky definovaného složení. Typů referenčních svíček však existovalo několik (a tomu odpovídalo několik mírně různých jednotek), a navíc bylo složité zachovat přesně stejné podmínky hoření.
- Později byla proto jednotka předefinována jako svítivost 1/600 000 m² povrchu absolutně černého tělesa ve směru kolmém k tomuto povrchu při teplotě tuhnutí platiny (1768 °C) při normálním tlaku (101 325 Pa). Tato definice byla přijata na XIII. generální konferenci pro míry a váhy v roce 1967.
- Současná definice platí od roku 1979.

Všechny definice popisují prakticky stejnou jednotkovou svítivost, která stále odpovídá svítivosti plamene jedné běžné svíčky ve vodorovném směru (plamen je vertikálně protáhlý, a proto je ve svislém směru jeho svítivost menší). Pro porovnání: obyčejná žárovka 100 W má přibližně 120 cd; běžná indikační světelná (LED) dioda jen asi 0,5 cd.

## Původ názvu
Název jednotky byl odvozen od latinského slova candela, tj. svíce, svíčka.

## Vztah mezi lumenem a kandelou
U zdrojů světla s usměrněným svitem (např. LED) výrobci uvádějí svítivost právě v cd. Tato jednotka je však ne vždy přímo porovnávatelná. Musíme k ní znát ještě další údaj – úhel rotačního kužele, ve kterém zdroj vyzařuje. Vztah lm-cd je potom dán poměrem plochy kruhové úseče, kterou tento kužel vytne na povrchu koule a plochy kruhové úseče, kterou vytne prostorový úhel 1 steradián. Takto můžeme přepočítat svítivost [cd] na světelný tok [lm], který má již přímou návaznost na výkon všesměrového, bodového zdroje záření a lze ho porovnávat s dalšími zdroji. Jinými slovy – když mají 2 LED stejnou svítivost, ještě nemusí mít stejný světelný tok a tím ani výkon.
Vyzařuje-li zdroj určitou svítivostí Iv (v kandelách) v definovaném prostorovém úhlu, je celkový světelný tok Φv v lumenech dán vztahem:
{\displaystyle \Phi _{v}=\mathrm {I_{v}} \cdot 2\pi \cdot (1-\cos(\beta /2))}
kde β je úhel vyzařování svítidla — celkový vrcholový úhel světelného kužele. Například lampa se svítivostí 590 cd a vrcholovým úhlem 40° vyzařuje 224 lumenů. Pokud zdroj vyzařuje světlo rovnoměrně ve všech směrech, může být tok vypočten násobením svítivosti konstantou 4π: všesměrový zdroj 1 kandela vyzařuje 12,6 lumenů.